# X (gruppo musicale statunitense)
Gli X sono un gruppo punk statunitense formatosi nel 1977 a Los Angeles, considerati tra i principali esponenti del punk californiano. La formazione, tranne un breve periodo, è sempre rimasta la stessa, e comprende Exene Cervenka (voce), John Doe (basso e voce), Billy Zoom, (chitarra), D.J. Bonebrake (batteria).

## Stile
Lo stile del gruppo, a differenza della grande maggioranza dei gruppi punk californiani dell'epoca, ha molteplici influenze. Oltre al punk rock si ispira innanzitutto al rockabilly, passione del chitarrista Billy Zoom, ma anche al country ed al blues. Non a caso alcuni dei componenti della band hanno formato un progetto parallelo, quello dei Knitters, band dedita al country rock.
Un'influenza maggiore nella musica degli X va ricercata nella band californiana The Doors. Non a caso i loro primi quattro lp furono prodotti da Ray Manzarek, e nel primo album figura una reinterpretazione del brano "Soul Kitchen".
Altra caratteristica importante degli X è quella di non avere una voce solista, ma due voci che si alternano al canto. Infatti molte canzoni sono cantate dalla sola Exene Cervenka, altre da John Doe, altre sono cantate da entrambi.

## Storia
Gli X iniziano la loro carriera esibendosi in locali di Los Angeles come The Masque o il Whisky a Go Go.
Il primo contratto discografico è quello con la piccola etichetta indipendente Dangerhouse Records con la quale incidono due singoli: Los Angeles e Adult Books, canzoni che vengono poi comprese nella compilation Yes L.A., che gli X si trovano a dividere con altre band californiane quali Weirdos e Black Randy.
Il successo crescente della band la porta a firmare per un'altra etichetta indipendente, la più potente Slash Records.
Nel 1980 esce quindi per questa etichetta il primo Lp, intitolato Los Angeles, prodotto da Ray Manzarek. Il disco contiene, oltre a canzoni di chiara marca punk come Johnny Hit and Run Paulene, pezzi che dimostrano la versatilità del gruppo e una maggior ampiezza di vedute rispetto al resto della scena losangelina, come The Unheard Music, The World is a Mess, o la già citata cover di Soul Kitchen.
Il disco ottiene buone recensioni pur avendo limitati riscontri di vendita.
L'anno seguente esce Wild Gift, composto in buona parte da canzoni che erano già state composte all'epoca di Los Angeles ma che non erano state comprese nel disco.
Con Wild Gift gli X compaiono per la prima volta nella classifica americana, arrivando alla 165 posizione, ma soprattutto ricevono vasti consensi da parte della stampa, ed il prestigioso Rolling Stone nomina il disco "record of the year".
Nel 1982 esce per l'etichetta Elektra Records Under the Big Black Sun, un disco che segna un'importante momento nella carriera della band californiana.
Il disco infatti apre a sonorità decisamente più soft come in Dancing with Tears in my Eyes, un pezzo di genere country.
Inoltre il disco esce dopo la morte di Mirielle, la sorella di Exene, ed è profondamente influenzato dai sentimenti di perdita di Exene. Almeno tre pezzi sono dedicati esplicitamente a Mirielle, tra cui Riding with Mary, Come back to Me e la già citata Dancing with Tears in my Eyes.
Oltre a pezzi malinconici come i citati il disco contiene canzoni decisamente più ritmate e dalle sonorità aggressive come Because I do e The Hungry Wolf. Under the Big Black Sun sembra essere uno dei dischi preferiti da parte degli X, almeno a giudicare da quanto dichiarato da Exene Cervenka:
Sicuramente è il disco di maggior successo commerciale della band, riesce infatti a raggiungere la posizione 76 nelle classifiche americane.
Nel 1983 esce More Fun in the New World, che non si discosta molto dal precedente disco. Ci sono dei riferimenti country ancora più chiari e appaiono un paio di canzoni che suscitano controversie.
True Love Pt2 scandalizza i fan più legati alla purezza punk e rock' roll con le sue sonorità che si avvicinano al funky, mentre In I Must not Think bad thought (trad: Non devo avere cattivi pensieri) compaiono per la prima volta riferimenti politici, in particolare alla politica estera statunitense.
Anche More Fun ottiene consensi di critica e vendite moderatamente soddisfacenti arrivando al numero 86 delle charts.
Nel 1985 esce il quinto disco intitolato Ain't Love Grand. Per l'occasione la produzione del disco è affidata a Richard Wagener, che sostituisce Manzarek. Il risultato è un disco con un suono maggiormente "Mainstream", ma i risultati commerciali sono deludenti.
Dopo la registrazione Billy Zoom lascia il gruppo, venendo sostituito per un breve periodo da Dave Alvin, membro della band The Blasters. Questi viene a sua volta sostituito da Tony Gilkyson, ex membro dei Lone Justice
Il 1986 vede anche l'uscita del film documentario sulla band californiana, intitolato X: the Unheard Music.
Nel 1987 esce See How We Are, un disco che riprende in larga parte le sonorità dei primi dischi.
Il disco è prodotto da Alvin Clark. Nel disco compare anche 4th of July composta da Dave Alvin, mentre le altre canzoni sono dovute alla coppia Cervenka/Doe
Lo stile di Gilkyson alla chitarra si differenzia da quello di Billy Zoom, ma, nonostante questo, il disco si avvicina maggiormente al suono di Under the Big Black Sun e More Fun in the New World rispetto al precedente Ain't Love Grand.
Nel 1988 esce il doppio disco dal vivo Live at the Whisky a Go-Go, che cattura una performance Live del gruppo nel locale che li aveva visti iniziare la carriera.
Dopo questo disco la band sospende le proprie attività. Infatti varie vicende allontanano in questo periodo i componenti degli X dalla loro musica, tra cui la maternità di Exene Cervenka.
Va ricordato che a partire dalla metà degli anni 80 John Doe compare in diversi film in piccole parti, tra questi film vanno ricordati Salvador di Oliver Stone, Great balls of fire e infine Boogie Nights di Thomas Anderson.
Agli inizi degli anni 90 il gruppo si riforma, ancora con Tony Gylkison alla chitarra. 
Il risultato è Hey Zeus! Settimo disco in studio della band. La novità rispetto ai dischi precedenti è rappresentata dal fatto che le canzoni non sono più scritte esclusivamente dalla coppia Cervenka-Doe. Difatti una sola canzone risulta scritta dalla coppia che aveva fino ad allora composto tutte le canzoni del gruppo. Esordisce in questo disco la nuova coppia di compositori formata da Doe e dal chitarrista Gylkison.
Completato il disco quest'ultimo lascia il gruppo e fa il suo rientro Billy Zoom.
Da allora il gruppo è attivo esclusivamente, dal vivo e nel 1995 esce un secondo disco dal vivo intitolato Unclogged, disco che presenta la musica degli X in un'insolita versione acustica.
Nel 1997 esce un'antologia del gruppo intitolata Beyond and Back: The X Antology.
Nel 2004 esce una nuova antologia:  The Best: Make the Music Go Bang, un cd doppio che contiene 46 pezzi della band californiana. Nel 2005 esce un DVD dal vivo intitolato X-Live in Los Angeles che ripropone ancora una volta il gruppo on stage. Nel 2020, dopo 27 anni dall'ultima uscita di inediti, gli X riuniscono la formazione originale per far uscire un disco di inediti, Alphabetland, che ripropone il loro suono storico punk & roots rock. Nel 2024 annunciano l'uscita del loro ultimo disco di inediti "Smoke & Fiction" : con questo disco la band, dopo l'ultima tourneé, chiuderà la sua lunga storia.

## Collaborazioni/Progetti Paralleli
I membri degli X hanno anche dato vita o partecipato ad altri progetti musicali. Vanno ricordati soprattutto il gruppo dei The Knitters e il gruppo dei The Flesh Eaters.
Il gruppo The Knitters fu formato nel 1982 e comprendeva Exene Cervenka alla voce, D.J.Bonebrake alla batteria e John Doe. Il quarto elemento era Dave Alvin della band dei Blasters, che poi sarà per un breve periodo il chitarrista degli X e scriverà alcune canzoni comprese nei dischi della band californiana. Il quinto componente era John Ray Bartel, membro della band Rock-blues The Red Devils.
Il gruppo dei The Flesh Eaters (il cui nome è stato ispirato dall'omonimo film) ruotava attorno alla figura di Chris Desjardins, insolita figura di poeta punk, interessato al mondo del soprannaturale e affascinato dai film horror. Questa formazione ha avuto molti cambi di formazione e una storia travagliata.
John Doe e D.J. Bonebrake ne hanno fatto parte nel periodo iniziale, partecipando all'incisione di due dischi: No Questions Asked del 1980 e A minute to Pray, a Second to Die del 1981. In questo disco compare anche una canzone scritta da John Doe, Cyrano de Berger's Back, che sarà poi compresa in See How We Are. 
Del gruppo faceva parte in quel periodo anche Dave Alvin, altro membro seppur temporaneo degli X.

## Formazione

### Attuale
- Exene Cervenka - voce (1977-presente)
- John Doe - voce, basso (1977-presente)
- Billy Zoom - chitarra (1977-1985, 1993-presente)
- DJ Bonebrake - batteria (1977-presente)

### Ex-componenti
- Dave Alvin - chitarra (1986-1987)
- Tony Gilkyson - chitarra (1986-1993)

## Discografia

### Album in studio
- 1980 - Los Angeles
- 1981 - Wild Gift
- 1982 - Under the Big Black Sun
- 1983 - More Fun in the New World
- 1985 - Ain't Love Grand
- 1987 - See How We Are
- 1993 - Hey Zeus!
- 2020 - Alphabetland
- 2024  - Smoke & Fiction

### Album dal vivo
- 1988 - Live at the Whisky a Go-Go
- 1995 - Unclogged

### Raccolte
- 1997 - Beyond and Back: The X Anthology
- 2004 - The Best: Make the Music Go Bang!

### Apparizioni in compilation
- Faster & Louder: Hardcore Punk, Vol. 2

### Filmografia
- 1981 - The Decline of Western Civilization
- 1981 - Urgh! A Music War
- 1986 - X: The Unheard Music
- 2005 - X-Live in Los Angeles